# Persona (Computerspielreihe)
Persona ist eine Computerspielreihe des japanischen Entwicklers und Publishers Atlus. Bei der Reihe handelt sich um eine eigenständige Auskopplung der Rollenspiel-Reihe Megami Tensei. Bis 2018 erschienen die Spiele in Deutschland bei verschiedenen Publishern (z. B. NIS America und Deep Silver), seitdem wird die Reihe direkt von Sega vertrieben.

## Beschreibung
Die Grundidee von Persona, die düsteren und apokalyptischen Elemente der Megami Tensei Spiele mit einer Visual Novel zu verbinden, wurde erstmals in Shin Megami Tensei If... erprobt. Da das Szenario guten Anklang fand, entschloss sich Atlus, die Idee in einem eigenständigen Ableger fortzuführen.
Die jugendlichen Protagonisten der Spiele beschäftigen sich mit der Auseinandersetzung mit ihrem inneren Ich, ihren Freunden und Familien. Die Protagonisten entdecken dabei unterschiedliche Persönlichkeitsbilder ihrer selbst, die „Personas“. Wie für Megami Tensei üblich kommt es zwar auch zu Interaktionen und Auseinandersetzung mit Dämonen, ihre Funktion in der Ursprungsreihe zur Verbesserung der Charakterfähigkeiten wird jedoch durch die Personas ersetzt.
Anders als die Ursprungsreihe Megami Tensei wurde Persona von Beginn an auch auf westlichen Märkten veröffentlicht. Revelations: Persona war der erste Rollenspiel-Titel des Megami-Tensei-Franchise überhaupt, der zeitnah zur Erstveröffentlichung in Japan auch in den USA veröffentlicht wurde. Zuvor war lediglich ein zusammenhangloser Actiontitel für den Virtual Boy im Westen erschienen. Bis März 2023 verkauften sich die Spiele der Reihe insgesamt mehr als 18,3 Millionen Mal, allein 7,2 Millionen Einheiten fielen dabei auf Persona 5 und Persona 5 Royal. Am 5. März 2024 wurde bekannt gegeben, dass die Spiele der Reihe weitere 4,6 Millionen Mal verkauft wurden und damit 22,6 Millionen verkaufte Einheiten erreicht wurden.
Persona 5 Royal ist der erste Titel der Hauptreihe, der komplett ins Deutsche übersetzt wurde, alle Titel zuvor sind nur mit japanischen und englischen Texten verfügbar.

## Veröffentlichte Titel

### Hauptreihe
- 1996: Revelations: Persona (PSOne, Windows, PSP)
- 1999: Persona 2: Innocent Sin (PSOne, PSP)
- 2000: Persona 2: Eternal Punishment (PSOne, PSP)
- 2006: Shin Megami Tensei: Persona 3 (PS2)
- 2008: Shin Megami Tensei: Persona 4 (PS2)
- 2016: Persona 5 (PS3, PS4)

### Überarbeitete Neuauflagen
- 2007: Shin Megami Tensei: Persona 3 FES (PS2, PS3)
- 2009: Shin Megami Tensei: Persona 3 Portable (PSP, PS4, PS5, Xbox Series, Xbox One, Switch, Windows)
- 2012: Persona 4 Golden (PSVita, PS4, PS5, Xbox Series, Xbox One, Switch, Windows)
- 2020: Persona 5 Royal (PS4, PS5, Xbox Series, Xbox One, Switch, Windows)
- 2024: Persona 3 Reload (PS5, Xbox Series X/S, Xbox One, Windows)
- 2026: Persona 4 Revival (PS5, Xbox Series X/S, Windows)

### Ableger
- 2012: Persona 4 Arena (Arcade, PS3, X360, Xbox Series, Xbox One)
- 2013: Persona 4 Arena Ultimax (Arcade, PS3, X360, PS4, PS5, Xbox Series, Xbox One, Switch, Windows)
- 2014: Persona Q: Shadow of the Labyrinth (3DS)
- 2015: Persona 4: Dancing All Night (PSVita, PS4)
- 2018: Persona 3: Dancing in Moonlight (PS4, PSVita)
- 2018: Persona 5: Dancing in Starlight (PS4, PSVita)
- 2018: Persona Q2: New Cinema Labyrinth (3DS)

- 2020: Persona 5 Strikers (Switch, PS4, Windows)
- 2023: Persona 5 Tactica (Xbox Series X/S, Xbox One, Windows)

### Mobile Games
- 2007: Megami Tensei Chaining Soul: Persona 3
- 2007: Megami Tensei QIX: Persona 3
- 2007: Persona 3 Em
- 2007: Persona 2 Tsumi: Lost Memories
- 2008: Illust Puzzle Persona 3
- 2008: Persona 3: Broken Shadow
- 2008: Persona 2 Batsu: Infinity Mask
- 2009: Persona Mobile Online
- 2010: Persona 3 Social
- 2010: Persona 3 Escape
- 2012: Persona 4: The Card Battle
- 2024: Persona 5: The Phantom X

## Rezeption
| Titel                         | Metacritic | OpenCritic |
| ----------------------------- | ---------- | ---------- |
| Revelations: Persona          | 78/100     | –          |
| Persona 2: Innocent Sin       | 83/100     | –          |
| Persona 2: Eternal Punishment | 83/100     | –          |
| Persona 3                     | 86/100     | –          |
| Persona 4                     | 90/100     | –          |
| Persona 5                     | 93/100     | 94/100     |

The Verge nannte Persona 2019 die „beste Rollenspielserie“ für PlayStation-Konsolen. Während die ersten beiden Serieneinträge noch ein Nischendasein fristeten, führte der dritte Teil die bis heute zentralen Rollenspiel-Elemente ein: einen Jahreskalender, verbesserbare Persönlichkeitsattribute und den Aufbau von Beziehungen. „Die Kombination aus Dungeon-Crawling, zeitbasierten Systemen und einem Gameplay, das die Spieler dafür belohnte, dass sie sich Zeit nahmen, um sich zu entschleunigen und sich mit Fremden anzufreunden, hob die Serie von Genreriesen wie Final Fantasy ab. Die meisten populären JRPGs folgten einem geraden und schmalen Pfad mit wenig Spielraum für Veränderungen; Persona 3 spielte mit der Idee von alltäglichen Auswirkungen und spielergesteuerten Investitionen.“

## Verfilmungen
Nach der Veröffentlichung von Shin Megami Tensei: Persona 3 begann Atlus, seine Marke breiter zu vermarkten, neben Mangas und Konzerten wurde auch Anime in Auftrag gegeben. Persona: Trinity Soul erschien im Jahr 2008, produziert von A-1 Pictures und war als Fortsetzung zu Persona 3 konzipiert. Die Serie erschien nie offiziell in Deutschland, es sind jedoch Fanübersetzungen vorhanden.
Die 26-teilige Serie Persona 4: The Animation aus dem Jahr 2011, animiert von AIC ASTA, adaptiert zusammen mit ihrer 13-teiligen Fortsetzung Persona 4: The Golden Animation, die Handlung des gleichnamigen Spiels. Dasselbe Studio produzierte auch die in 2013 bis 2016 erschienen 4 Filmadaptionen von Persona 3 - #1 Spring of Birth, #2 Midsummer Knight's Dream, #3 Falling Down, und #4 Winter of Rebirth. Diese erschienen erstmals auch in Deutschland bei peppermint Anime mit deutscher Synchronisation.
Im Jahr 2018 adaptierte CloverWorks Persona 5 in eine 30-teilige Serie, die in Deutschland auf Wakanim veröffentlicht wurde.